# 克罗
克罗（西班牙語：Quero），是西班牙卡斯蒂利亚-拉曼恰托莱多省的一个市镇。总面积104平方公里，总人口1255人（2001年），人口密度12人/平方公里。